# Kulikowicze
Kulikowicze (ukr. Куликовичі) – wieś na Ukrainie, w obwodzie wołyńskim w rejonie kamieńskim. Liczy 479 mieszkańców.
Do 2020 w rejonie maniewickim.